# Acer Liquid E1
De Acer Liquid E1 is een in januari 2013 aangekondigde mobiele telefoon van Acer. De smartphone was vanaf maart 2013 verkrijgbaar en wordt geleverd met Android 4.1.1 (Jelly Bean). De Acer Liquid E1 is ook beschikbaar met dual SIM en heet dan Acer Liquid E1 Duo. De Acer Liquid E1 is in zwart en wit verkrijgbaar.
De Acer Liquid E1 heeft een MT6577 chipset van MediaTek met een dual-core processor en heeft als GPU een PowerVR SGX 531. De smartphone heeft twee Cortex A9-chips, die 1,0 GHz leveren. De Acer Liquid E1 heeft 1 GB werkgeheugen en een opslag van 4 GB. Dit laatste is uit te breiden met een microSD, dit tot 32 GB opslag kan leveren.
De smartphone heeft een accu met een capaciteit van 1760 mAh. De Acer Liquid E1 heeft een standbytijd van 400 uur en een spreektijd van 8 uur.
De smartphone heeft een IPS LCD-scherm met touchscreen van 4,5 inch. De Acer Liquid E1 heeft een schermresolutie van 540 bij 960 pixels, oftewel 245 pixels per inch.
De smartphone heeft twee camera's. De camera aan de achterkant heeft 5 MP (2592x1944 px) en neemt video's op met 720p bij 30 FPS. De camera aan de voorkant heeft 0,3 MP.
De Acer Liquid E1 heeft vier speakers.